# Pro Deo et fratribus – Familie Mariens
Die Private internationale Vereinigung „Pro Deo et fratribus – Familie Mariens“ (italienisch Associazione „Pro Deo et fratribus – Famiglia di Maria“, Abkürzung PDF – FM) ist eine internationale Vereinigung von Gläubigen in der römisch-katholischen Kirche. Die Kleriker der PDF – FM sind auch Mitglieder der klerikalen Vereinigung päpstlichen Rechtes „Werk Jesu des Hohenpriesters“ (lateinisch Opus Jesu Summi Sacerdotis, Abkürzung Opus J.S.S.). Die PDF – FM wurde 1968 gegründet und 2004 vom Heiligen Stuhl anerkannt. Ihr gehören über 60 Priester, 30 Seminaristen und Brüder, 200 Schwestern sowie Familien an, die in elf Ländern beheimatet sind. Eine apostolische Visitation im Jahr 2021 enthüllte schwere sektiererische Abweichungen, die zur Absetzung ihres Gründers und zur Unterstellung der Gemeinschaft unter Aufsicht im Juni 2022 führten.

## Geschichte
Die Gemeinschaft hat ihre Ursprünge in zwei besonders umstrittenen Gruppen: Pro Deo et Fratribus und dem Werk des Heiligen Geistes, deren drei Gründer auch Gründer der daraus hervorgegangenen Familie Mariens sind.

### Pro Deo et Fratribus(1968–1990)
Paul Hnilica, ein slowakischer Bischof des Titularbistums Rusadus, der der Römischen Kurie nahe stand, wurde 1951 unter zweifelhaften Bedingungen in der Tschechoslowakei geweiht und gründete 1968 die Vereinigung Pro Fratribus, die später in Pro Deo et Fratribus umbenannt wurde. Diese Organisation soll dazu gedient haben, große Geldsummen nach Polen (bestimmt für die Gewerkschaft Solidarność) und verschiedene Länder in Lateinamerika zu transferieren, um dort die antikommunistische Opposition zu unterstützen. Die Mittel stammten unter anderem von der Vatikanbank (IOR), deren mafiöse Unregelmäßigkeiten auch Hnilica selbst betrafen. 1989 wurde er im Besitz von Dokumenten des italienischen Geheimdienstes (SISMI) gefunden, die die letzten Tage von Roberto Calvi, einem Mitglied der Loge P2, vor seinem Mord in London 1982 unter unklaren Umständen nach dem Bankrott der Banco Ambrosiano betrafen. 1993 wurde Hnilica in erster Instanz zu dreieinhalb Jahren Haft auf Bewährung wegen Hehlerei im Zusammenhang mit dem Koffer von Roberto Calvi verurteilt. Hnilica hatte 1,35 Millionen Schweizer Franken aus seinem Werk Pro Deo et Fratribus an Flavio Carboni, den rechten Arm von Licio Gelli, dem Großmeister der Loge P2, gezahlt, um Dokumente zu erhalten, die ihn von der Geldwäsche verschwundener Gelder, die möglicherweise von der Mafia stammten, entlasten sollten.
Hnilica ist auch mit verschiedenen umstrittenen Bewegungen verbunden, wie dem Opus Angelorum und der Armata Bianca sowie der falschen Seherin Theresa Lopez, die Anfang der 1990er Jahre in den USA in Begleitung des Prälaten zig Millionen Dollar von leichtgläubigen Anhängern sammelte, bis 1994 die Zusammenkünfte um diese falschen Marienerscheinungen von James Francis Stafford, dem Erzbischof von Denver, verboten wurden.

### Das Werk des Heiligen Geistes (1972–1990)
Nach dem Zusammenbruch der kommunistischen Regime in Europa Anfang der 1990er Jahre verlor Pro Deo et Fratribus seinen Zweck. Hnilica traf auf Gebhard Paul Maria Sigl und Joseph Seidnitzer, seinen geistlichen Vater, die 1972 das Werk des Heiligen Geistes (OSS) gegründet hatten. Letzterer war in den 1950er und 1960er Jahren von österreichischen Gerichten wegen mehrfacher Vergewaltigungen von Jugendlichen zu Gefängnisstrafen verurteilt worden. Ehemalige Mitglieder berichteten auch von der „psychologischen Tyrannei“ von Seidnitzer. Laut mehreren Zeugenaussagen ein Megaloman, betrachtete er sich als zukünftigen Papst einer erneuerten Kirche, umgeben von seinen Mitgliedern, denen er die Namen der Apostel gab, wie Gebhard Sigl, der als sein Nachfolger an der Spitze der Gruppe vorgesehen war und den Namen Paul erhielt, den Sigl mit „Maria“ kombinierte, in Anlehnung an Pavol Mária Hnilica. Seidnitzer prophezeite 1974 das Ende des Pontifikats Pauls VI., dem er gemäß seinen Vorhersagen 1975 nachfolgen sollte. Um ihn herum entwickelt sich ein Personenkult von Anhängern, die überzeugt waren, dass er unsichtbare Stigmata trug und Offenbarungen vom Himmel erhielt. Die Kirche, offenbar über seine kriminelle Vergangenheit informiert, löste das Werk des Heiligen Geistes 1990 auf.

### Neugründung 1990 unter dem NamenPro Deo et fratribus –Familie Mariens
Pavol Mária Hnilica gründet sein erstes Werk, Pro Deo et fratribus, auf den Überresten des Werkes des Heiligen Geistes (OSS) unter dem Namen Pro Deo et fratribus - Familie Mariens neu, mit seinem priesterlichen Zweig namens Werk Jesu des Souveränen Priesters (Opus J.S.S.). Joseph Seidnitzer wird ausgeschlossen, Gebhard Sigl, der ihm trotz Kenntnis seiner kriminellen Vergangenheit bis zu seinem Tod 1993 treu bleibt, leitet die neue Gemeinschaft, die 1992 von Rom anerkannt wird, unter der Führung von Pavol Hnilica. Letzterer weiht im selben Jahr heimlich in Fátima fünf Mitglieder aus dem OSS, die kein Priesterseminar besucht hatten, darunter Luciano Alimandi und Gebhard Sigl.
Die Familie Mariens zählte im Jahr 2023 mehr als 60 Priester, 30 Seminaristen und Laienbrüder sowie 200 geweihte Laien. Sie ist in 11 Ländern vertreten: Italien, Deutschland, Österreich, Schweiz, Frankreich, Niederlande, Slowakei, Tschechische Republik, Russland, Kasachstan und Uruguay.

## Schwere sektiererische Abweichungen
Ehemalige Mitglieder der Familie Mariens prangern die „Vermischung von forum internum und forum externum, zwischen der spirituellen und administrativen Rolle, den blinden und bedingungslosen Kult des Gründers [Gebhard Paul Maria Sigl], mentale Manipulation, die Zerstörung der Persönlichkeiten und des Gewissens, spirituelle […] Mystifizierung, die Marginalisierung von Dissidenten und die absolute Macht über Einzelpersonen“ an. Verehrt von seinen Anhängern, ließ Sigl, der sich „Padre“ nennen ließ, sie glauben, er sei ein geistlicher Sohn von Pater Pio und behaupte, die Gabe der Kardiognosie zu besitzen, also die Fähigkeit, die Herzen zu lesen, ein angebliches Charisma, das ihm ermöglichte, über die Berufung der Mitglieder der Gemeinschaft zu entscheiden. Er „marginalisiert diejenigen, die eine abweichende Meinung äußern, entwertet die Persönlichkeit der Mitglieder (insbesondere der geweihten Frauen, die der „Heiligung der Priester“ gewidmet sind), vermittelt ein Konzept des absoluten Gehorsams und der Schuld, verletzt die individuelle Freiheit, hauptsächlich psychologisch, im Austausch gegen das Angebot eines komfortablen Lebens, dank der großen Geldsummen, deren Herkunft noch unbekannt ist, die in die Kassen der Gemeinschaft fließen.“
2021 wurde eine apostolische Visitation, die dem emeritierten Bischof von Bari, Francesco Cacucci, anvertraut wurde, vom Dikasterium für den Klerus durchgeführt. Am Ende der Untersuchung, die von der Kurie geheim gehalten wurde, wurde die Familie Mariens unter Aufsicht gestellt, Gebhard Paul Maria Sigl entmachtet und mit einem Kontaktverbot zu den Mitgliedern der Gemeinschaft belegt. Zwei apostolische Kommissare wurden ernannt, Daniele Libanori, Weihbischof von Rom und Schwester Katarina Kristofová. Zwei Lösungen wurden in Betracht gezogen: die vollständige Auflösung der Gemeinschaft oder eine tiefgreifende Reform.

### Kanonische Vergehen und theologische Entgleisungen

#### Ungültige Weihen
Wie Fotografien aus jener Zeit belegen, feierte Paul Maria Sigl zwischen 1978 und 1982 Messen zusammen mit Joseph Seidnitzer, obwohl er nicht Priester war, da seine Weihe erst 1992 erfolgte, ohne dass er ein Priesterseminar durchlaufen hatte. Seidnitzer selbst war seit 1979 vom Bischof von Graz-Seckau, Johann Weber, suspens a divinis und durfte daher keine Eucharistie feiern. Sigl und vier weitere Mitglieder der Familie Mariens erhielten von Seidnitzer eine pseudo „mystisch-sakramentelle“ Weihe, wobei dieser ein „göttliches Mandat“ anführte, das ihm laut seiner Aussage „die sakramentale Gnade eines Bischofs“ durch den Segen von Paul Joseph Schmitt, Bischof von Metz, verlieh. Dies wird durch einen Brief eines der Mitglieder an Hnilica im Jahr 1995 bestätigt, in dem erklärt wird, wie er und die anderen „von Pater Joseph [Seidnitzer] und Gebhard [Sigl] zur kirchlichen Ungehorsamkeit geführt wurden“.

#### Förderung falscher Marienerscheinungen
Sigl führte Theresa Lopez in die Familie Mariens in Rom ein, die „Seherin“ der falschen Erscheinungen von Denver, mit der Luciano Alimandi offenbar eine Beziehung unterhielt. Trotz der Verurteilung durch den Bischof von Denver, James Francis Stafford, setzte Theresa Lopez ihre Bewerbungen der Erscheinungen bei Vortragsreisen fort, um Spenden für die Gemeinschaft zu sammeln.
Er führte auch die Verehrung der Frau aller Völker in die Familie Mariens ein, die auf den angeblichen Erscheinungen von Amsterdam der niederländischen Seherin Ida Peerdeman beruht, einer Freundin Sigls. Die Erscheinungen wurden 2020 von der Kongregation für die Glaubenslehre verurteilt, da die der Jungfrau Maria zugeschriebenen Botschaften als nicht konform mit der katholischen Lehre erklärt wurden.

#### Die Familie Mariens in Frankreich
In Frankreich wird die Gemeinschaft von mehreren Sektenabwehr-Organisationen wie dem Centre contre les manipulations mentales, der Union nationale des associations de défense des familles et de l'individu victimes de sectes und dem GEMPPI sowie von der AVREF kritisiert.
Die Familie Mariens ist seit 2008 in Frankreich am Ort namens la Brardière in La Chapelle-Viel (Normandie) ansässig. Im Jahr 2023 umfasste sie vier geweihte Frauen und drei Priester. Im Mai 2023 wies ein Kommuniqué von Bruno Feillet, Bischof der zuständigen Diözese Séez, darauf hin, dass „die Gemeinschaft heute auf Schwierigkeiten stößt“ und bestätigte, dass „die Familie Mariens unter die Aufsicht des Heiligen Stuhls gestellt wurde, nachdem ihr Oberer, Pater Gebhard Paul Maria Sigl, wegen psychischen und spirituellen Missbrauchs abgesetzt worden war“.

## Bekannte ehemalige oder aktuelle Mitglieder
- Marian Eleganti[22][11][23] Schweizer Prälat, Weihbischof von Chur von 2009 bis 2021, Mitglied von 1979 bis 1991.
- Lubomir Welnitz,[5] slowakischer Prälat, Sekretär der Apostolischen Pönitentiarie unter der Leitung von Kardinal Mauro Piacenza, einem der Gemeinschaft sehr nahestehenden Person, seit 2020 päpstlicher Zeremoniar.[24] Er verließ die Familie Mariens 2024.[25]
- Luciano Alimandi,[5] Berater im Staatssekretariat des Heiligen Stuhls, einer der engsten Vertrauten seines Leiters, Kardinal Pietro Parolin.
- Der Slowake Martin Barta,[5] ehemaliger internationaler kirchlicher Assistent der päpstlichen Stiftung Kirche in Not.

## Selbstverständnis
Obwohl beide Vereinigungen auf kirchenrechtlich verschiedenen Grundlagen beruhen, teilen sie das Gründungscharisma. Durch ihre gemeinsame Spiritualität, die gemeinsamen apostolischen Ziele und missionarischen Werke bilden sie ein einziges Werk.
Die Spiritualität der Vereinigung ist geprägt von der besonderen Verehrung der Gottesmutter Maria, vom eucharistisch-priesterlichen Geist und der Treue und dem Gehorsam zum Papst. Sie ist missionarisch orientiert und strebt eine Rückkehr anderer christlichen Konfessionen unter die Oberhoheit des Papstes an, wobei sie sich auf das Bibelzitat von der einen „Herde unter einem Hirten“ (Joh 10,16 ) beruft. Die pastorale Arbeit umfasst in Absprache mit dem jeweiligen Ortsbischof die seelsorgliche Betreuung von Pfarreien, Unterricht in verschiedenen Schulen, die Betreuung von Kindern, Jugendlichen, Familien und alten Menschen sowie caritative Einsätze in Missionsstationen.

## Organisation und Ausweitung
Die Priesteramtskandidaten erhalten ihre Ausbildung im Formungshaus des Werkes Jesu des Hohenpriesters im Rahmen eines zweijährigen Vorseminars und dem philosophischen und theologischen Studium an der Päpstlichen Universität vom Heiligen Kreuz in Rom. Die apostolischen Schwestern der PDF - FM absolvieren eine mindestens dreijährige Ausbildungs- und Formungszeit im Mutterhaus in der Slowakei. Den Abschluss der Formungszeit bildet das feierliche Versprechen nach den Evangelischen Räten vor dem Bischof. Die Brüder oder Schwestern leben nach Möglichkeit in ihren jeweiligen Gemeinschaften oder als Einzelpersonen.
Die PDF – FM hat etwa 280 Brüder und Schwestern, sie sind in acht Ländern Europas, zwei Ländern Asiens und in einem Land Südamerikas ansässig. Nach dem Zusammenbruch des kommunistischen Machtbereichs in den 1990er Jahren gingen auf Wunsch von Papst Johannes Paul II. (1978–2005) die ersten Missionare in die Slowakei, nach Russland und Kasachstan. Später folgte die Missionstätigkeit in Deutschland, Tschechien und Uruguay. Es wird die Zweimonatsschrift Triumph des Herzens publiziert. Sie erscheint auf Deutsch, Italienisch, Französisch, Englisch, Niederländisch und Slowakisch.